# Mia Mottley
Mia Amor Mottley (Barbados; 1 de octubre de 1965) es una política barbadense, presidente del Partido Laborista de Barbados (BLP) y primera ministra desde mayo de 2018. Es la primera mujer en ocupar el cargo.

## Trayectoria política
Mottley ha sido miembro del parlamento de la circunscripción de Saint Michael North East desde 1994. De 1994 a 2008, ocupó una sucesión de carteras ministeriales, incluido el cargo de fiscal general de Barbados, convirtiéndose en la primera mujer nombrada como tal. También es miembro de Diálogo Interamericano.
Fue dos veces líder de la Oposición en la Cámara de la Asamblea de Barbados: primero de 2008 a 2010 y luego de 2013 a 2018. En 2018, el BLP liderado por Mottley ganó una victoria histórica en las elecciones generales del 24 de mayo, asegurando los 30 escaños en la Cámara, siendo el primer partido en lograr esta hazaña, además de ganar el 74,6 % del voto popular; el porcentaje más alto alcanzado por un partido en una elección general.
Mottley es una ferviente republicana. Una de las metas a cumplir durante su mandato es la ruptura con la monarquía de la Mancomunidad de Naciones y el establecimiento de una república parlamentaria en noviembre de 2021, cuando se cumplían 55 años de la independencia de Barbados, para poder así dejar atrás el pasado colonial y tener un jefe de Estado propio barbadense.